# Anton Uhl
Anton Uhl (* 4. Oktober 1877; † 18. Februar 1952) war ein deutscher Bürgermeister.

## Werdegang
Uhl war von Beruf Kaufmann. Von 1929 bis 1933 war er Bürgermeister des oberbayerischen Marktes Fürstenfeldbruck. Nach Ende  des Zweiten Weltkriegs wurde er erneut als Bürgermeister eingesetzt und blieb bis 1946 im Amt.